# Jiří Kout
Jiří Kout (* 26. prosince 1937 Nové Dvory) je český dirigent.

## Stručný životopis
Po studiích na pražské AMU u Bohumíra Lišky, svoji hudební kariéru zahájil v roce 1964 v Divadle Josefa Kajetána Tyla v Plzni jako korepetitor a později i jako dirigent.
V roce 1969 pak z tohoto místa v plzeňském divadle musel odejít, protože veřejně nesouhlasil s násilnou invazí vojsk Varšavské smlouvy do Československa v roce 1968. V dirigování pak pokračoval až o několil let později v roce 1972 v pražském Národním divadle, kdy zaskočil za nemocného dirigenta. V roce 1978, po hostování v opeře v Düsseldorfu zůstal v Západním Německu, a do Československa se již nevrátil. Od roku 1985 působil jako ředitel opery v Saarbrückenu, kde se kromě operní tvorby věnoval i hudbě symfonické.
V roce 1990 se stal šéfdirigentem Německé opery v Berlíně, od roku 1993 pak také hudebním ředitelem v Lipské opeře. V roce 1998 pak působil jako šéfdirigent symfonického orchestru v St. Gallenu. Od roku 2006 působil jako šéfdirigent Symfonického orchestru hl. m. Prahy FOK.
V dubnu 2013 uvolnil ze zdravotních důvodů místo šéfdirigenta a přijal funkci čestného šéfdirigenta Symfonického orchestru hl. m. Prahy FOK.
Jeho manželkou byla Květa Hanková (14. prosince 1929 – 15. května 2018).

## Dílo
Proslul zejména jakožto vynikající interpret děl Richarda Wagnera, Johanna Strausse a Leoše Janáčka, vystupoval v předních světových operní domech jako jsou Metropolitní opera v New Yorku, Deutsche Oper v Berlíně, Vídeňská státní opera, Pařížská opera, londýnská Královská opera Covent Garden nebo milánská La Scala.
Po Sametové revoluci začal v Československu opět dirigovat v roce 1992, kdy s Českou filharmonií provedl Brucknerovu 8. symfonii. Později dirigoval i v pražském Národním divadle, kde koncertantně provedl Straussovu operu Elektra, s Evou Marton v hlavní roli, a následně scénicky provedl Straussova Růžového kavalíra, Wagnerovu operu Tristan a Isolda, Verdiho Requiem i Janáčkovu Její pastorkyňu.
Spolupracoval i s Českou filharmonií, v roce 2004 pak také se Symfonickým orchestrem hlavního města Prahy FOK dirigoval cyklus symfonických básní Má vlast Bedřicha Smetany na úvodním zahajovacím koncertu hudebního festivalu Pražské jaro.

### Metropolitní opera
Dne 27. února 1991 dirigoval poprvé v MET Straussovu operu Růžový kavalír. Stejnou operu zde řídil i v roce 2000 (20. listopadu - 14. prosince).

## Ocenění a vyznamenání
- 1965 - Vítězství v mezinárodní dirigentské soutěži ve francouzském Besançonu
- 2007 - Cena ministerstva kultury ČR za přínos v oblasti hudby
- 2007 - Medaile za zásluhy o stát v oblasti kultury a umění (udělena 28. října 2007)
- 2016 - Stříbrná medaile hlavního města Prahy (1. březen 2016. Staroměstská radnice, cenu předala primátorka Adriana Krnáčová).